# Наредба за вешање (Лењин)
Нареба за вешање је телеграм бољшевичког вође Владимира Лењина којим се наређује сузбијање и погубљење заробљених учесника кулачке побуне у губернији Пенза. Америчка Конгресна библиотека га је први пут назвала „Наредбом вешања“. Телеграм је упућен комунистима из Пензе Василију Курајеву (председник Совјетског Савеза у Пензи), Јевгенији Бош (председавајућа комитета губерније Пенза) и Александру Минкину (председник Пенза исполкома) и датиран је 11. августа 1918. године.

## Историјат
Током лета 1918, многи централни градови Русије, укључујући Москву и Петроград, били су одсечени од региона за производњу житарица у Украјини, северног Кавказа и Сибира због грађанског рата. Као резултат тога, стотине хиљада људи било је на ивици глади. Губернија Пенза је била критична у снабдевању градова храном и влада је користила ефикасне мере, као што је продразвјорстка (присилна реквизиција), за прикупљање жита од кулака. Централни комитет је послао Јевгенију Бош да надгледа прикупљање жита.
Сељачка побуна је 5. августа 1918. избила у Кучкинској волштини Пензенског округа, у супротности са реквизицијом, и убрзо се проширила на суседне регионе. Док се председник Совјетског Савеза у Пензи Курајев противио употреби војне силе и тврдио да би пропагандно деловање било довољно, Бош је инсистирао на употреби војске и масовних погубљења. До 8. августа 1918. совјетске снаге су сломиле побуну, али је ситуација у губернији остала напета, а побуна коју су предводили чланови Социјалистичке револуционарне партије избила је у граду Чембар 18. августа. Лењин је послао неколико телеграма у Пензу захтевајући оштрије мере у борби против ових кулака, сељака који подржавају кулаке и побуњеника левичарских СР.

### Телеграм од 11. августа 1918.
У једном телеграму (од 11. августа 1918.) наложено је комунистима који су деловали у области Пензе да јавно обесе најмање сто кулака, да објаве њихова имена, да им заплене жито и да одреде одређени број људи који ће постати таоци. Да ли је неко заиста обешен по овом наређењу остаје непознато. О Лењиновом такозваном „Наредби за вешање“ расправљало се током контроверзе о ББЦ- јевом документарцу Лењинови тајни досијеи (1997) заснованом на налазима Роберта Сервиса у совјетским архивама.
Дана 19. августа 1918, Лењин је послао још један телеграм у Пензу изражавајући огорчење и модификујући своја претходна упутства.